# N’Tayé Aka
 (mars 2025).
La mise en forme du texte ne suit pas les recommandations de Wikipédia : il faut le « wikifier ».
Les points d'amélioration suivants sont les cas les plus fréquents. Le détail des points à revoir est peut-être précisé sur la page de discussion.
- Les titres sont pré-formatés par le logiciel. Ils ne sont ni en capitales, ni en gras.
- Le texte ne doit pas être écrit en capitales (les noms de famille non plus), ni en gras, ni en italique, ni en « petit »…
- Le gras n'est utilisé que pour surligner le titre de l'article dans l'introduction, une seule fois.
- L'italique est rarement utilisé : mots en langue étrangère, titres d'œuvres, noms de bateaux, etc.
- Les citations ne sont pas en italique mais en corps de texte normal. Elles sont entourées par des guillemets français : « et ».
- Les listes à puces sont à éviter, des paragraphes rédigés étant largement préférés. Les tableaux sont à réserver à la présentation de données structurées (résultats, etc.).
- Les appels de note de bas de page (petits chiffres en exposant, introduits par l'outil «  Source ») sont à placer entre la fin de phrase et le point final[comme ça].
- Les liens internes (vers d'autres articles de Wikipédia) sont à choisir avec parcimonie. Créez des liens vers des articles approfondissant le sujet. Les termes génériques sans rapport avec le sujet sont à éviter, ainsi que les répétitions de liens vers un même terme.
- Les liens externes sont à placer uniquement dans une section « Liens externes », à la fin de l'article. Ces liens sont à choisir avec parcimonie suivant les règles définies. Si un lien sert de source à l'article, son insertion dans le texte est à faire par les notes de bas de page.
- La présentation des références doit suivre les conventions bibliographiques. Il est recommandé d'utiliser les modèles {{Ouvrage}}, {{Chapitre}}, {{Article}}, {{Lien web}} et/ou {{Bibliographie}}. Le mode d'édition visuel peut mettre en forme automatiquement les références.
- Insérer une infobox (cadre d'informations à droite) n'est pas obligatoire pour parachever la mise en page.

Pour une aide détaillée, merci de consulter Aide:Wikification.
Si vous pensez que ces points ont été résolus, vous pouvez retirer ce bandeau et améliorer la mise en forme d'un autre article.
 (mars 2025).
N’Tayé Aka né vers 1790 et mort en 1873 est un roi Abouré ayant régné sur le royaume de Bonoua de 1820 à 1873, ce qui en fait le plus long règne de l’histoire des rois Mlé. Son règne, marqué par des tensions internes et des décisions stratégiques, a profondément influencé le peuple Ehivé et les relations entre Bonoua et la puissance coloniale française.

## Régence
Accédant au trône alors qu'il était encore jeune, N’Tayé Aka dut faire face à des contestations, notamment de la part des promotions de classes d’âge de Bényini, qui refusèrent d’obéir à l’autorité royale. Accusé de favoritisme en raison de son appartenance à la promotion Nnowé, il quitta momentanément Bonoua pour un exil volontaire à Yaou, avant de regagner son trône après six mois de tensions. Malgré ces conflits, il sut asseoir son autorité en s’appuyant sur ses notables, qu’il soutenait par des aides financières et des conseils pour le développement agricole.

## Intégration des populations N'zima
Son règne fut également marqué par l’intégration de populations N’zéma au sein des Abouré de Bonoua, notamment dans ses campements côtiers de Moho, Mohamé et Effléboué, qu’il plaça sous l’autorité du chef de Mohamé. Les Abouré considéraient ces trois quartiers comme formant un seul village vassal de Bonoua d'où la désignation du chef-lieu de ses campements par le vocable anglais " l'Aka place" ou "Aka poukô" en dialecte Abouré. Ces groupes, tout en restant vassaux de Bonoua, participaient activement à l’exploitation du sel et à la pêche, fournissant un tribut annuel au roi sous forme de poissons. Cette politique permit d’étendre l’influence économique et politique du royaume.

## Le traité de protectorat
En 1844, N’Tayé Aka signe un traité de protectorat avec les autorités françaises, représentées par l’officier de marine Louis-Édouard Bouët-Willaumez,,,. Cet accord, conclu à l'Akaplace, s’inscrit dans la stratégie française d’expansion coloniale en Afrique de l’Ouest,. Ce traité marque ainsi une étape importante dans l’histoire de la région, annonçant l’établissement progressif de la domination française en Côte d'Ivoire,.